# Girimoyo
Girimoyo is een bestuurslaag in het regentschap Malang van de provincie Oost-Java, Indonesië. Girimoyo telt 5447 inwoners (volkstelling 2010).